# Helena Paleolog (córka Demetriusza)
Helena Paleolog (kwiecień 1442, zm. 1470) – córka Demetriusza II Paleologa, despoty Mistry i Morei. 
Po zdobyciu przez Turków Morei w 1460 roku żyła w Adrianopolu z łaski sułtana. Mieszkała w haremie sułtana i tam zmarła. 